# Neustift (Gemeinde Rappottenstein)
Neustift ist eine Ortschaft und eine Katastralgemeinde der Gemeinde Rappottenstein im Bezirk Zwettl in Niederösterreich.

## Geografie
Der Ort liegt südwestlich von Rappottenstein an der rechten Seite des Großen Kamps und ist über die Königswiesener Straße erreichbar, von der die Landesstraße L7316 in den Ort führt.

## Geschichte
Der Ort wurde 1371 zum ersten Mal schriftlich erwähnt, er bezieht sich auf eine vermutete Ortsgründung im 12. Jahrhundert durch die Herren von Dachsberg.
Im Jahr 1822 wurde der Ort als Dorf mit neun Häusern genannt, das nach Rappottenstein eingepfarrt war, wohin auch die Kinder eingeschult wurden. Die Herrschaft Rappottenstein besaß die Ortsobrigkeit, übte die Landgerichtsbarkeit aus, besorgte die Konskription und hatte die Grundherrschaft inne.
Mit der Aufhebung der Grundherrschaften wurde der Ort 1849 eine Katastralgemeinde der eigenständige Gemeinde Pehendorf.
Laut Adressbuch von Österreich waren im Jahr 1938 in Neustift ein Landwirtschaftsgeräteerzeuger und mehrere Landwirte ansässig.
Am 1. Jänner 1967 wird die bis dahin selbständige Gemeinde Pehendorf samt Hausbach nach Rappottenstein eingemeindet, bis 1970 trägt der Ort dann auch den Namen Rappottenstein-Pehendorf.

## Siedlungsentwicklung
Zum Jahreswechsel 1979/1980 befanden sich in der Katastralgemeinde Neustift insgesamt 19 Bauflächen mit 6.373 m² und 1 Gärten auf 87 m², 1989/1990 gab es 18 Bauflächen. 1999/2000 war die Zahl der Bauflächen auf 56 angewachsen und 2009/2010 bestanden 48 Gebäude auf 68 Bauflächen.

## Bodennutzung
Die Katastralgemeinde ist landwirtschaftlich geprägt. 90 Hektar wurden zum Jahreswechsel 1979/1980 landwirtschaftlich genutzt und 155 Hektar waren forstwirtschaftlich geführte Waldflächen. 1999/2000 wurde auf 81 Hektar Landwirtschaft betrieben und 164 Hektar waren als forstwirtschaftlich genutzte Flächen ausgewiesen. Ende 2018 waren 67 Hektar als landwirtschaftliche Flächen genutzt und Forstwirtschaft wurde auf 171 Hektar betrieben. Die durchschnittliche Bodenklimazahl von Neustift beträgt 14,3 (Stand 2010).